# کمبریج (ایلینوی)
کمبریج (به انگلیسی: Cambridge) یک روستا در ایالات متحده آمریکا است که در شهرستان هنری، ایلینوی قرار دارد. کمبریج ۵٫۱۷ کیلومتر مربع مساحت و ۲٬۱۶۰ نفر جمعیت دارد.